# Earl of Kimberley

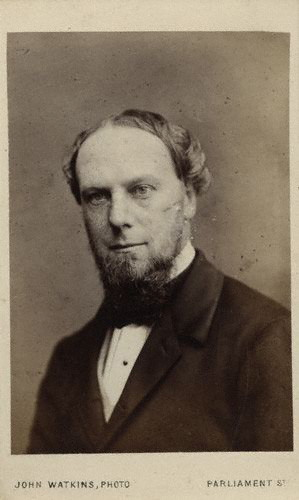
John Wodehouse, 1. Earl of Kimberley (um 1868)

Wappen der Earls of Kimberley

Earl of Kimberley, of Kimberley in the County of Norfolk, ist ein erblicher britischer Adelstitel in der Peerage of the United Kingdom.

## Verleihung und nachgeordnete Titel
Der Titel wurde am 1. Juni 1866 dem liberalen Politiker John Wodehouse, 3. Baron Wodehouse verliehen. Dieser war zuvor Lord Lieutenant of Ireland gewesen. In der Folgezeit hatte er noch zahlreiche weitere Regierungsämter inne, so war er unter anderem Lordsiegelbewahrer und Außenminister.
Der Earl of Kimberley führte bereits seit 1846 die fortan nachgeordneten Titel 3. Baron Wodehouse, of Kimberley in the County of Norfolk, und 8. Baronet, of Wilberhall in the County of Norfolk. Ersterer war am 26. Oktober 1797 in der Peerage of Great Britain seinem Urgroßvater, letzterer am 29. Juni 1611 in der Baronetage of England seinem Ur-ur-ur-ur-ur-ur-urgroßvater verliehen worden.

## Liste der Earls of Kimberley, Barone Wodehouse und Wodehouse Baronets

### Wodehouse Baronets, of Wilberhall (1611)
- Sir Philip Wodehouse, 1. Baronet († 1623)
- Sir Thomas Wodehouse, 2. Baronet (um 1585–1658)
- Sir Philip Wodehouse, 3. Baronet (1608–1681)
- Sir John Wodehouse, 4. Baronet (1669–1754)
- Sir Armine Wodehouse, 5. Baronet (um 1714–1777)
- Sir John Wodehouse, 6. Baronet (1741–1834), (1797 zum Baron Wodehouse erhoben)

### Barone Wodehouse (1797)
- John Wodehouse, 1. Baron Wodehouse (1741–1834)
- John Wodehouse, 2. Baron Wodehouse (1770–1846)
- John Wodehouse, 3. Baron Wodehouse (1826–1902), (1866 zum Earl of Kimberley erhoben)

### Earls of Kimberley (1866)
- John Wodehouse, 1. Earl of Kimberley (1826–1902)
- John Wodehouse, 2. Earl of Kimberley (1848–1932)
- John Wodehouse, 3. Earl of Kimberley (1883–1941)
- John Wodehouse, 4. Earl of Kimberley (1924–2002)
- John Wodehouse, 5. Earl of Kimberley (* 1951)

Titelerbe ist der einzige Sohn des jetzigen Earls, David Wodehouse, Lord Wodehouse (* 1978).